# 늪 속의 괴물
"늪 속의 괴물"은 2007년에 제작한 대한민국의  영화이다.

## 캐스팅
- 성현수 - 민규 역
- 최원홍 - 어린 민규/쌍둥이 역
- 이혜원 - 어린 민규/쌍둥이 역

## 수상
- 2007년 대한민국영상대전 학생부문 최우수상
- 2007년 제11회 부천판타스틱영화제